# 普弗灵
普弗灵是德国巴伐利亚州的一个市镇。总面积43.52平方公里，总人口3502人，其中男性1784人，女性1718人（2011年12月31日），人口密度80人/平方公里。